# سنگ‌نگاره خونگ اژدر
نقش‌برجستهٔ خونگِ اَژدَر

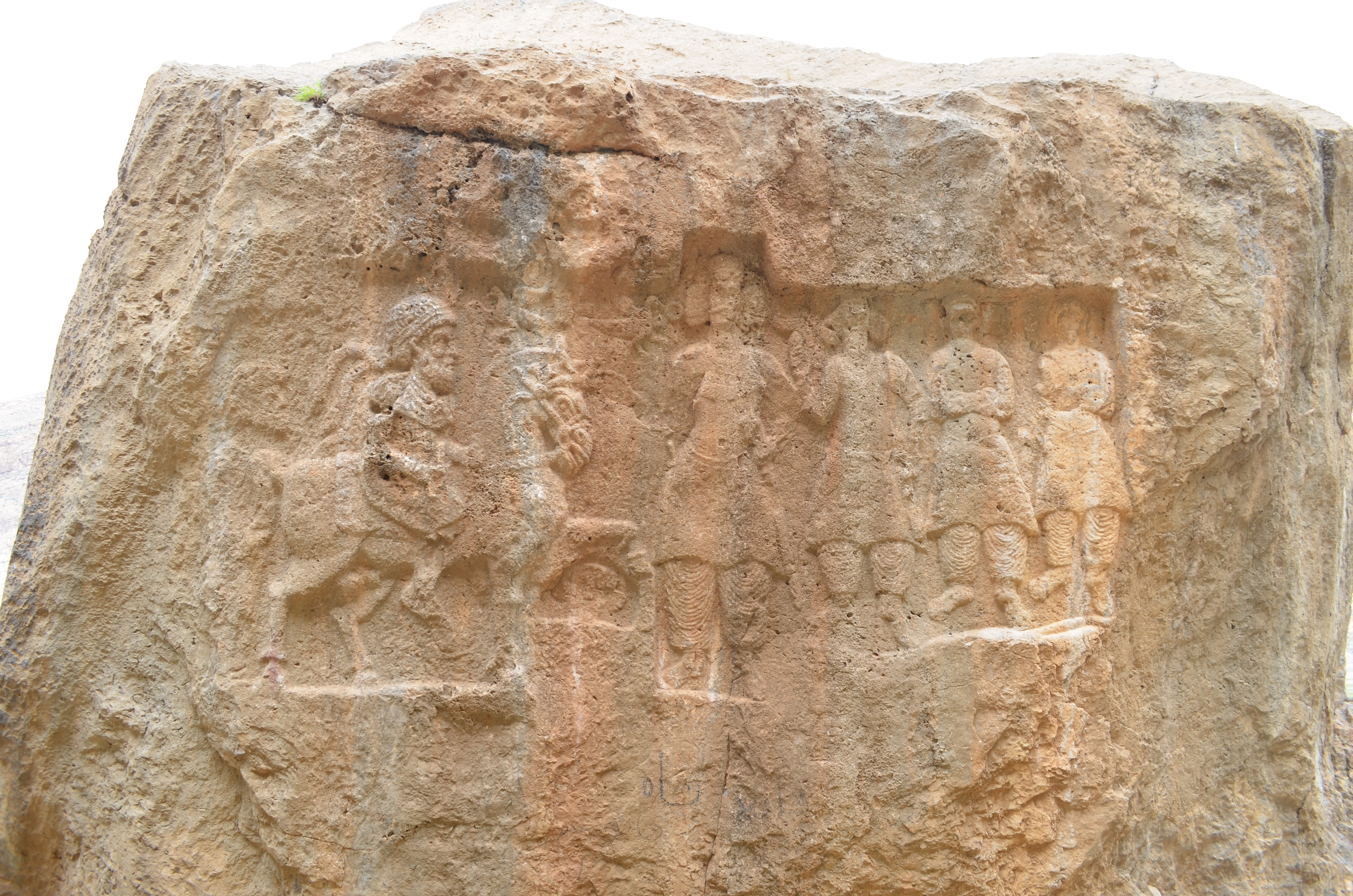
نقش‌برجسته اشکانی در خونگ اژدر

یکی از آثار باستانی استان خوزستان است که در ۱۵ کیلومتری ایذه در منطقهٔ طایفهٔ نوروزی در شرق روستای خونگِ اژدر قرار دارد. این سنگ‌نگاره دارای دو نقش‌برجسته است که یکی متعلق به دورهٔ ایلامیان و دیگری به زمان اشکانیان تعلق دارد. نقش‌برجستهٔ ایلامی متأسفانه تا حدود زیادی محو شده اما مشخص است که موضوع آن بار عام به حضور پادشاه می‌باشد. در دومین نقش‌برجسته (سنگ‌نگارهٔ اشکانی) تصویر یک مرد سوار بر اسب، یک مرد در وسط، سه مرد به صورت ایستاده و دو کبوتر دیده می‌شود. مرد سوار هیبتی کهنسال و کلاه شاهی بر سر دارد و به چهار نفری که روبه‌روی او ایستاده‌اند و شاید او را سپاس و درود می‌گویند، نزدیک می‌شود. گفته می‌شود مرد سوار بر اسب مهرداد دوم اشکانی است و پشت سر او فردی به عنوان ملازم دیده می‌شود. شخصی که در وسط تصویر ایستاده و چهرهٔ او از روبرو نشان داده شده، یکی از حاکمان محلی است که قامتی بلندتر از دیگران، شال بر شانهٔ چپ و دست چپ بر کمر و قبضهٔ شمشیر دارد. در سمت دیگر کتیبه تصویر سه نفر دیگر به صورت ایستاده دیده می‌شود که اولی یک روحانی است و چیزی شبیه میوهٔ کاج در دست دارد. دو نفر دیگر که دستان خود را به حالت گره‌خورده در برابر کمر گرفته‌اند، احتمالاً نگهبان اند. در نوک یکی از دو کبوتری که در میان پادشاه سوار بر اسب و حاکم بلندقامت حجاری شده‌اند، حلقهٔ قدرت و فَرَه شاهی بدون هیچ‌گونه نماد تزیینی تنها برای نمایش هیبت و شکوه حضور شاه نقش شده‌است. این سنگ‌نگاره نشانگر آیین تنفیذ قدرت حاکم از سوی مهرداد اشکانی می‌باشد. گمان می‌رود تصویر مردی که در وسط این نگاره دیده می‌شود، با مجسمهٔ برنز مرد یک‌دستی (مردِ شَمی) که در موزهٔ ایران باستان نگهداری می‌شود بی‌ارتباط نباشد و به گفتهٔ کارشناسان، این تصویر همان مجسمهٔ یک‌دست موزهٔ ایران باستان است. اگر شخصی غیر از شاه، مجسمهٔ خود را ساخته باشد، در این صورت فرد مزبور باید از مقام بالایی برخوردار باشد و انتظار می‌رود مجسمهٔ شاه نیز در این محل وجود داشته باشد.
نقش‌برجستهٔ خونگ اژدر که در سال ۱۹۶۱ میلادی توسط لویی واندنبرگ کشف شد، جایگزین شدن سبک چهره‌های روبه‌رو و برافتادن چهره‌های نیم‌رخ در نقش‌برجسته‌های اشکانی را نشان می‌دهد.

## نگارخانه

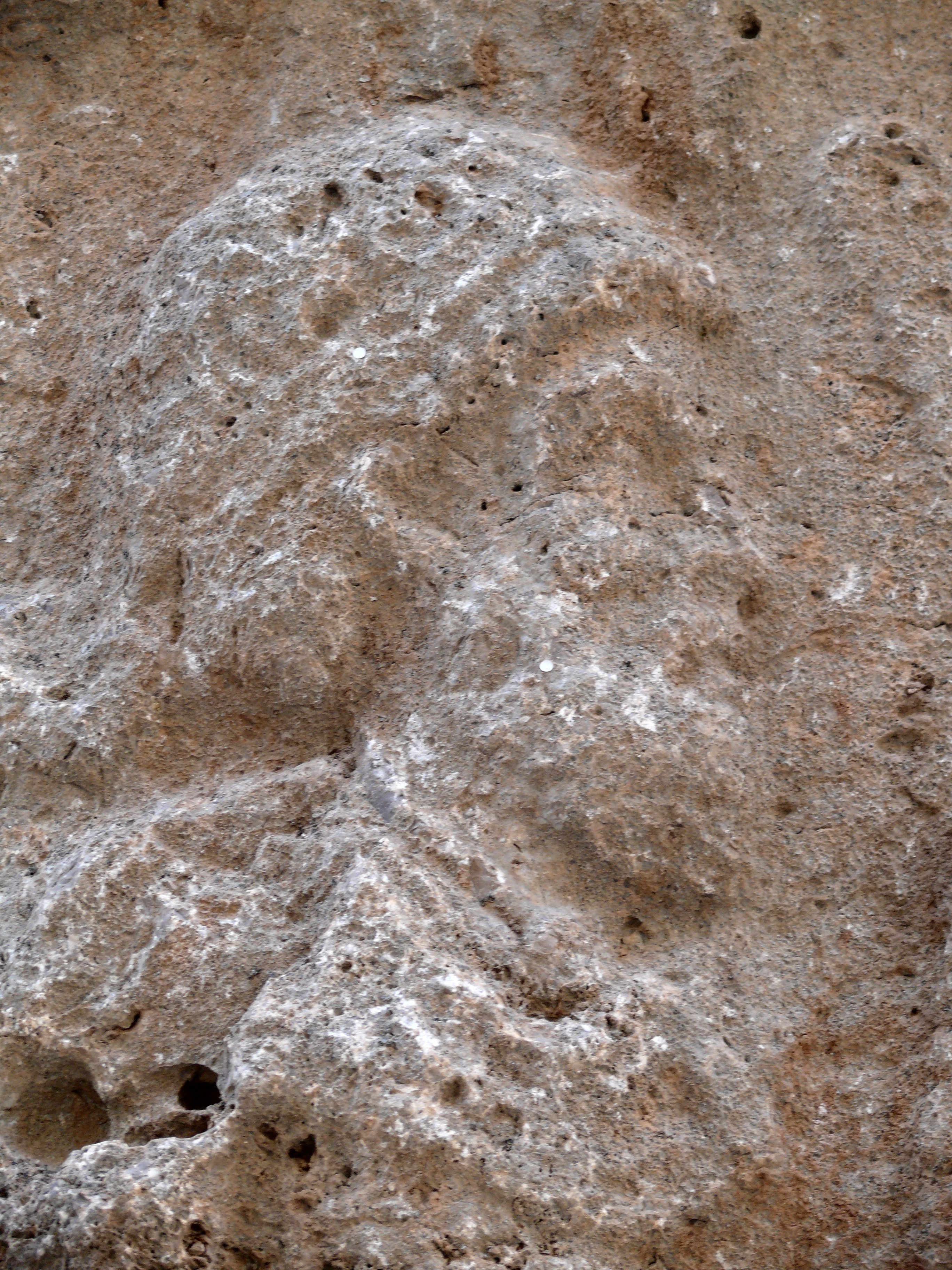
جزئیات بیشتر از نقش پارتی.
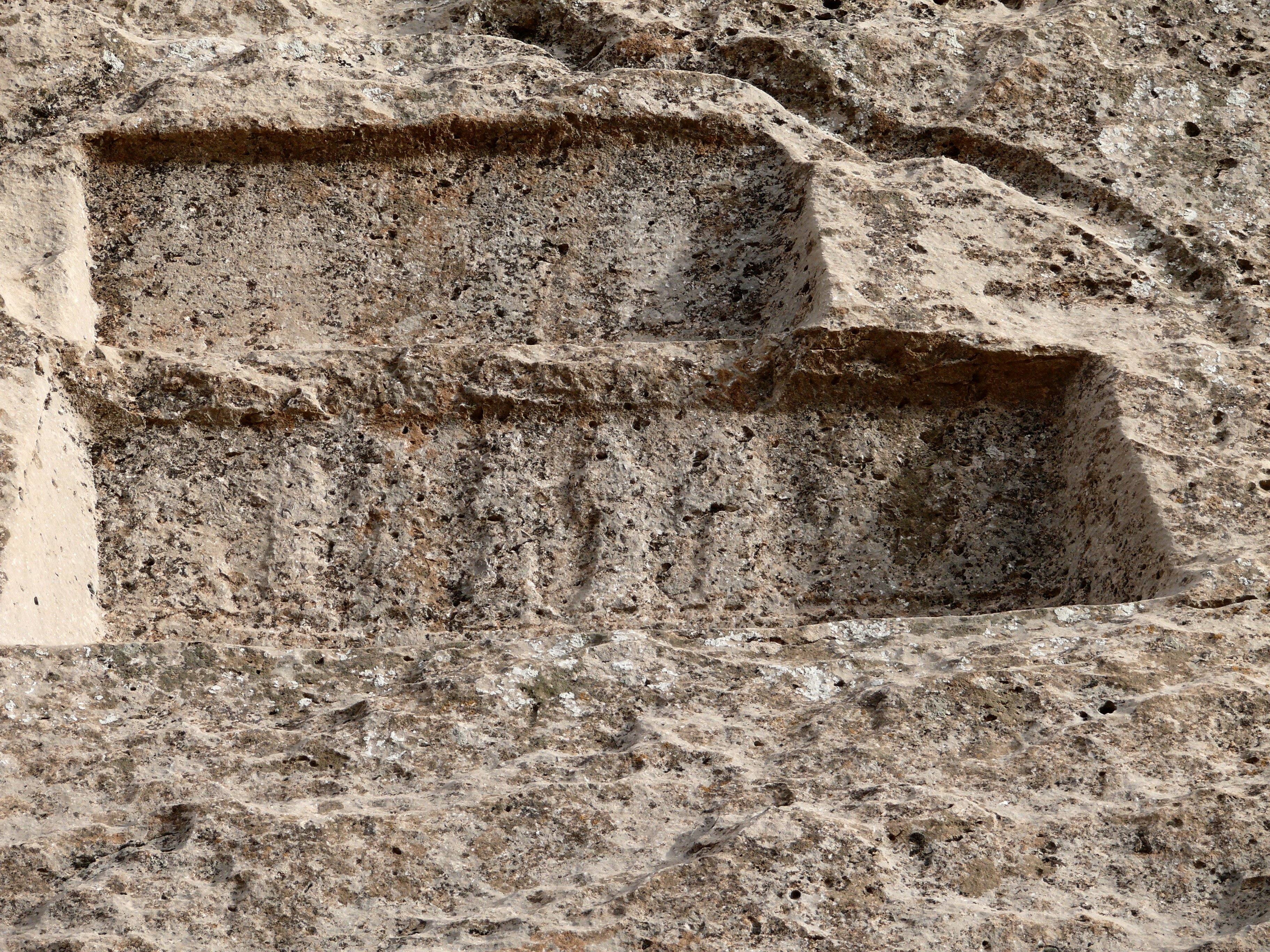
نگاره ایلامی پشت سنگ که اکنون تقریبا از میان رفته‌است .